# 建興 (呉)
建興（けんこう）は、呉の廃帝会稽王孫亮の治世に行われた元号。252年 - 253年。

## 出来事
- 元年4月：孫権崩御、孫亮が即位。神鳳を建興と改元。
- 元年閏4月：諸葛恪が皇帝の太傅となり権力を掌握。
- 元年12月：諸葛恪が東興で魏を破る。
- 2年10月：孫峻が諸葛恪を殺害し、丞相となる。

## 西暦・干支との対照表
| 建興 | 元年  | 2年   |
| 西暦 | 252年 | 253年 |
| 干支 | 壬申  | 癸酉  |

## 他元号との対照表
| 建興 | 元年   | 2年    |
| 魏   | 嘉平4  | 嘉平5  |
| 蜀   | 延熙15 | 延熙16 |